# Harads

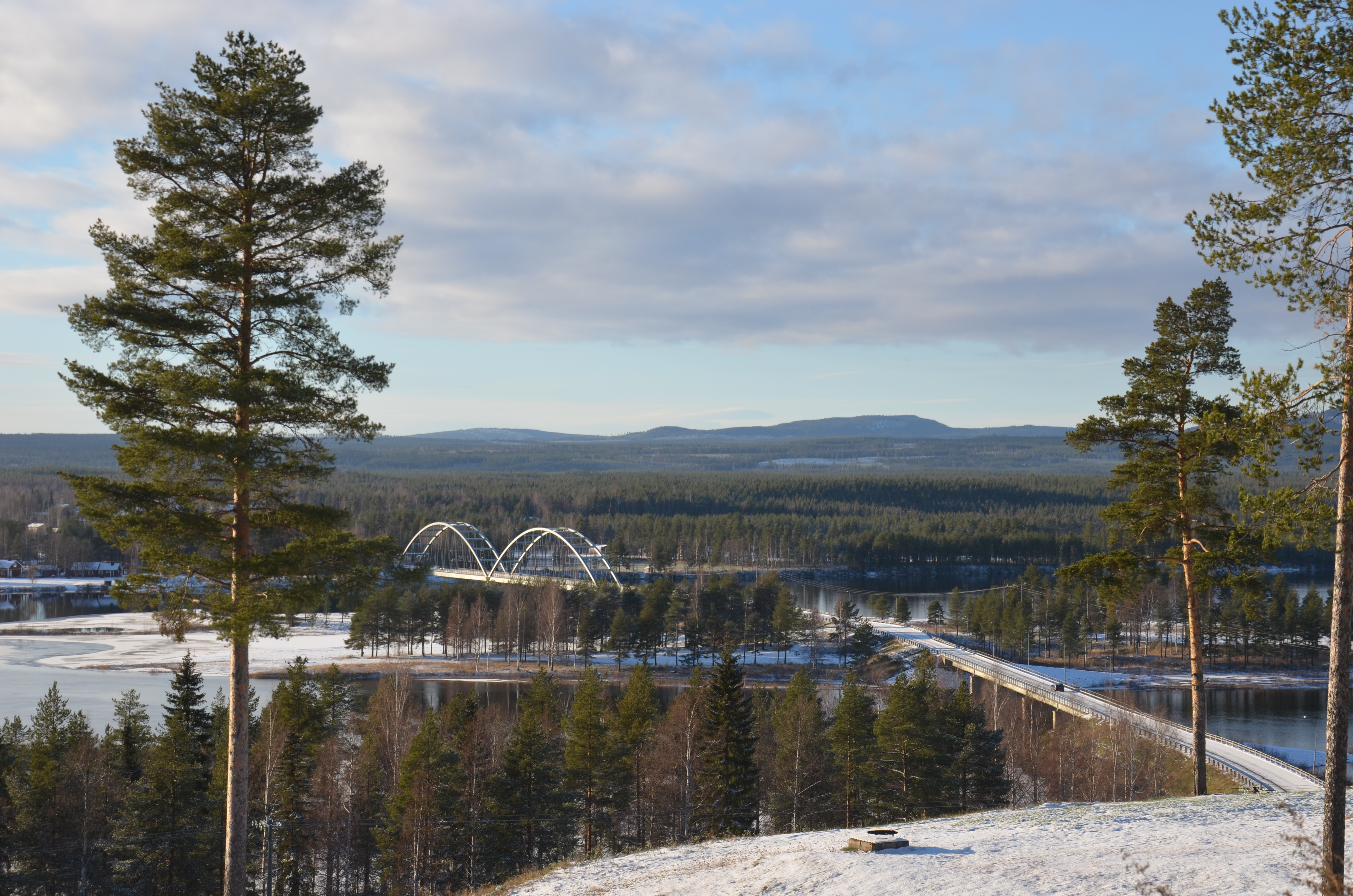
Bron mellan Harads och Bodträskfors, över Luleälven.

Harads är en  tätort i Bodens kommun, och kyrkby i Edefors socken.

## Allmänt
Harads ligger vid Luleälven, längs riksväg 97 cirka 48 kilometer nordväst om Boden. Orten har god service med bland annat badhus, bibliotek, bensinstation, handel och verkstäder.
Utsiktsklippan på gångavstånd från centrum erbjuder en storslagen utsikt över älvdalen.
Kläppgårdens bygdegårds- och hembygdsmuseum har en rik samling föremål från Edeforsbygden. I Kläppgården finns även en gammal skolsal samt en lanthandel från början av förra seklet.
I Harads ligger församlingskyrkan, Edefors kyrka, med snidade takkronor och altartavla. Takmålningarna är utförda av konstnären Erik Jerkhe.
Edeborg är Harads bygdegård. Det var ofta dans där förr men numera endast när evenemang som Haradsdagen pågår.
Harads är ett centrum för Bodträskfors, Västbo och Södra Harads som alla ligger inom en 5 kilometers radie.
Strax utanför Harads ligger Treehotel, ett hotell med ett antal rum byggda uppe i träd.

## Historia
Edefors laxfiske, som ligger 18 kilometer nordväst om Harads, är känt sedan 1300-talet. Forsen är utbyggd genom Laxede kraftverk, men på holmen finns stugor och bodar från 1700-talet som är klassade som byggnadsminne. På holmen finns även en labyrint som är säregen på grund av sitt läge långt in i landet.
Byn omnämns i skattelängden redan på 1500-talet. Den är centralort för omkringliggande byar.
Vid Edeforsen finns lämningar efter ett kanalbygge från 1865 där Sveriges första arbetaruppror ägde rum.[källa behövs] Det var första gången i Sveriges historia som militär tillkallades för att slå ned ett arbetaruppror.[källa behövs]
Harads innehar Norrlands värmerekord på 36,9 grader, som registrerades den 17 juli 1945.

### Befolkningsutveckling
| Befolkningsutvecklingen i Harads 1950–2020              | Befolkningsutvecklingen i Harads 1950–2020 | Befolkningsutvecklingen i Harads 1950–2020 | Befolkningsutvecklingen i Harads 1950–2020 | Befolkningsutvecklingen i Harads 1950–2020 |
| ------------------------------------------------------- | ------------------------------------------ | ------------------------------------------ | ------------------------------------------ | ------------------------------------------ |
|                                                         |                                            |                                            |                                            |                                            |
| År                                                      |                                            |                                            | Folkmängd                                  | Areal (ha)                                 |
| 1950                                                    | 1950                                       |                                            | 562                                        | ##                                         |
| 1960                                                    | 1960                                       |                                            | 799                                        |                                            |
| 1965                                                    | 1965                                       |                                            | 822                                        |                                            |
| 1970                                                    | 1970                                       |                                            | 812                                        |                                            |
| 1975                                                    | 1975                                       |                                            | 745                                        |                                            |
| 1980                                                    | 1980                                       |                                            | 755                                        |                                            |
| 1990                                                    | 1990                                       |                                            | 667                                        | 135                                        |
| 1995                                                    | 1995                                       |                                            | 655                                        | 135                                        |
| 2000                                                    | 2000                                       |                                            | 614                                        | 135                                        |
| 2005                                                    | 2005                                       |                                            | 558                                        | 135                                        |
| 2010                                                    | 2010                                       |                                            | 501                                        | 125                                        |
| 2015                                                    | 2015                                       |                                            | 496                                        | 117                                        |
| 2020                                                    | 2020                                       |                                            | 472                                        | 83                                         |
| Anm.: ## Som tätort/befolkningsagglomeration 1920–1950. |                                            |                                            |                                            |                                            |

Vid folkräkningen 1890 fanns det 476 personer som var skrivna i Harads.